# The Day
The Day – debiutancki minialbum południowokoreańskiej grupy Day6, wydany 7 września 2015 roku przez JYP Entertainment. Był promowany przez singel „Congratulations”. Album sprzedał się w liczbie 14 029 egzemplarzy (stan na kwiecień 2017 roku).
Jest to jedyny album nagrany z udziałem Junhyeoka, który opuścił zespół 27 lutego 2016 roku.

## Lista utworów
| CD | CD                                                                     | CD           | CD                                            | CD                         | CD      |
| Nr | Tytuł utworu                                                           | Tekst        | Kompozycja                                    | Aranżacja                  | Długość |
| -- | ---------------------------------------------------------------------- | ------------ | --------------------------------------------- | -------------------------- | ------- |
| 1. | „Free Hage” (kor. Free하게)                                            | Naru, Day6   | Naru, Day6                                    | Naru                       | 3:07    |
| 2. | „Isanghage Gyesog Irae” (kor. 이상하게 계속 이래, ang. Out of My Mind) | Day6         | Andrew Choi, 220, Day6                        | 220                        | 3:11    |
| 3. | „Congratulations”                                                      | Day6         | Hong Ji-sang, Lee Woo-min, Lim Jun-hyeo, Day6 | Hong Ji-sang, Lee Woo-min  | 3:49    |
| 4. | „Beoreusi Dwaesseo” (kor. 버릇이 됐어, ang. Habits)                    | mr.cho, Day6 | mr.cho, Park Kun-woo, Day6                    | mr.cho, Park Kun-woo, Day6 | 3:26    |
| 5. | „Taeyang Cheoreom” (kor. 태양처럼, ang. Like the Sun)                  | Frants, Day6 | Frants, Day6                                  | Frants                     | 3:38    |
| 6. | „Colors”                                                               | mr.cho, Day6 | Hong Jung-pyo, mr.cho, Park Kun-woo, Day6     | mr.cho, Jun Jung-hoon      | 4:17    |

## Notowania
| Lista                   | Najwyższa pozycja |
| ----------------------- | ----------------- |
| Gaon Weekly Album Chart | 6                 |
| Billboard World Albums  | 2                 |